# Remo Wolf
Remo Wolf (Trento, 29 febbraio 1912 – Trento, 27 gennaio 2009) è stato un incisore italiano.

## Biografia
Artista trentino ed incisore di fama internazionale, nato a Trento nel 1912, si dedica a partire all'incirca dagli anni '30 all'arte incisoria, tecnica che predilige e che lo accompagnerà durante tutto l'arco della sua lunga ed intensa vita artistica. Si interessa in particolare alla tecnica xilografica producendo un corpus di opere che conta migliaia di soggetti, sacri e profani, ironici, spesso dedicati alla montagna. Nel 1935 illustra con le sue xilografie, assieme a Guido Polo, il volume Poesia edito dal Sindacato fascista degli scrittori della Venezia Tridentina.
È stato presente alle Biennali veneziane del 1942, 1950, 1954 e 1956 e alle Biennali dell'Incisione di Reggio Emilia, di Cittadella, Oderzo e di Carpi, al Premio Suzzara, al Premio Biella e alle rassegne della Calcografia Nazionale di Roma svoltesi in Italia e all'estero.
Collaterale ma non per questo meno interessante il corpus di opere exlibristiche che accompagna la produzione maggiore dell'artista, composto all'incirca da 750 soggetti commissionati da noti collezionisti italiani e stranieri: come non ricordare i foglietti dedicati a Mario de Filippis o le primissime opere degli anni '30 dedicate a Gianni Mantero, con forti influenze belliche.
Tratto quasi espressionistico, con cenni che riportano al Dürer, egli si distingue per l'originalità e la vena ironica, mentre nella produzione ad olio pare quasi volersi distaccare con violenza avvicinandosi al gusto mediterraneo per i colori caldi e materici.
Frequenta il Magistero a Firenze e a Roma ottenendo l'abilitazione all'insegnamento. Nel 1932 viene richiamato alle armi. Il 4 novembre 1942, alla fine della Seconda battaglia di El Alamein, è fatto prigioniero (Il periodo della gabbia) e ritorna in Italia nel 1946. Nel 1949 si iscrive all'Accademia delle Belle Arti di Venezia. Nel 1952 fonda con Giovanni Giuliani, Virgilio Tramontin e Tranquillo Marangoni l'Associazione Incisori Veneti e in quel periodo organizza mostre presso il Circolo Bronzetti di Trento. Dal 1976, con la conclusione dell'insegnamento, si dedica interamente al lavoro di incisore soprattutto nel campo xilografico che affronta, sin dagli esordi, da autodidatta. 
Scompare a Trento nel gennaio del 2009.